# 의료사회학
의료사회학(醫療社會學, 영어: medical sociology)은 지식의 생산과 방법의 선택, 의료 전문가의 행동과 상호작용, 의료 행위의 사회적 또는 문화적 효과와 관련된 (임상적 몇 신체적 효과가 아닌) 의료 단체 및 기관에 대한 사회학적 분석이다. 이 분야는 일반적으로 지식 사회학, 과학 및 기술 연구, 사회 인식론과 관련이 있다. 의료 사회학자들은 환자의 질적 경험에도 관심이 있으며, 종종 공중 보건, 사회 사업, 인구학 및 노인학의 경계에서 일하여 사회과학과 임상 과학의 교차점에서 현상을 탐구한다. 건강 격차는 일반적으로 계급 및 인종과 같은 일반적인 범주와 관련이 있다. 객관적인 사회 학적 연구 결과는 곧 규범적이고 정치적 문제가 된다.
의료사회학의 초기 작업은 Vilfredo Pareto의 작업에 대한 이론적 관심이 사회학 시스템 이론에 대한 Talcott Parsons의 관심에 영감을 준 Lawrence J Henderson에 의해 수행되었다. Parsons는 의학 사회학의 창시자 중 한 명으로, 병든 사람과 다른 사람 사이의 상호 작용 관계에 사회적 역할 이론을 적용했다. 1950년대 이후 의료 사회학에 주요 공헌자는 Howard S. Becker, Mike Bury, Peter Conrad, Jack Douglas, David Silverman, Phil Strong, Bernice Pescosolido, Carl May, Anne Rogers, Anselm Strauss, Renee Fox, Joseph W. Schneider 등이 있다.
의료사회학 분야는 일반적으로 더 넓은 사회학, 임상 심리학 또는 건강 연구 학위 과정의 일부로 진행되거나 때로는 의료 윤리 및 생명 윤리 연구와 결합되는 전담 석사 학위 과정에서 진행된다. 영국에서는 1944년 Goodenough 보고서에 따라 의료 커리큘럼에 사회학이 도입되었다. "의학에서 질병의 원인에 대한 '사회적 설명'은 일부 의사에게 질병의 순전히 임상 및 심리적 기준에서 의학적 사고의 방향을 바꾸는 것을 의미했다. 의학적 설명에 '사회적'요소를 도입한 것은 지역 사회와 밀접하게 관련된 의학 분야에서 가장 강력하게 입증되었다.

## 역사
Samuel W. Bloom은 의학사회학 연구가 오랜 역사를 가지고 있지만 연구 분야가 아닌 사회적 사건에 대한 대응으로 행해지는 경향이 있다고 주장하였다. 그는 그러한 연구의 좋은 예로서 영국 노동 인구의 위생 상태에 관한 1842년 간행물을 언급한다. 이 의학 사회학에서는 사회 과학의 요소가 포함되어 공중 보건 또는 사회 의학과 같은 질병의 원인 또는 매개 요소로서의 사회 구조를 연구하였다.
Bloom은 의료사회학의 발전이 미국 대학 내 사회학의 발전과 관련이 있다고 주장한다. 그는 1865년 미국 사회 과학 협회(ASSA)의 창설이 이 발전의 주된 이유라고 역설한다. ASSA의 초기 목표는 과학을 기반으로 한 정책 개혁이었다. Bloom은 향후 수십 년 동안 ASSA가 1884년 미국 역사 협회 (American Historical Association)를 시작으로 이 기간 동안 많은 학술 전문 기관이 ASSA에서 분리되었다는 점을 지적하면서 옹호에서 학문 분야로 전환했다. 미국 사회 학회는 1905년에 결성되었다. 1907년에 설립된 Russell Sage Foundation은 제안된 정책 개혁의 주요 초점으로 의료 사회학을 가지고있는 미국 사회학 협회와 긴밀히 협력 한 대규모 자선 단체였다.

### Harry Stock Sullivan (해리 스택 설리번)
Harry Stack Sullivan은 Lawrence K. Frank, WI Thomas, Ruth Benedict, Harold Lasswell, Edward Sapir 등의 사회학자 및 사회 과학자들과 함께 일하며 대인 관계 심리 치료의 접근법을 통해 정신 분열증의 치료를 연구한 정신과 의사였다. Bloom은 Sullivan 연구에서의 대인 관계 원인과 정신 분열증의 치료에 대한 초점이 병원 환경에 대한 민족학적 연구에 영향을 미쳤다고 주장하였다.

## 관련 분야
사회 의학
사회 의학은 사회적 상호 작용의 개념화를 시도한다는 점에서 의료 사회학과 유사한 분야다. 사회적 상호 작용의 연구가 의학에서 어떻게 사용될 수 있는지 조사한다. 그러나 두 분야는 훈련, 경력 경로, 직함, 자금 부분에서 차이가 있다. 2010년대에 Rose와 Callard는 이러한 구분이 임의적일 수도 있다고 주장했다.
1950년대에 Strauss는 의학의 목적과는 별개로 사회학에 대한 다른 박해가 있도록 의학과 의학 사회학의 독립을 유지하는 것이 중요하다고 주장했다. Strauss는 의학 사회학이 예상되는 목표를 채택하기 시작하는 것을 걱정했다. 의학은 사회 분석에 대한 초점을 잃을 위험이 있다고 주장했으며, 이후 Reid, Gold 및 Timmermans에 의해 반향되었다. Rosenfeld는 의학에 대한 권장 사항을 만드는 데만 초점을 맞춘 사회학 연구가 이론 구축에 제한적으로 사용되었으며 그 결과는 더 이상 사용되지 않는다고 주장한다.
Richard Boulton은 사회 의학이 의료 사회학에 의한 의료 관행의 개념화에 반응하고 이에 대응하여 의학적 관행과 의학적 이해를 변경한다는 의미에서 의료 사회학과 사회 의학이 "공동 생산"되었다고 주장하며, 이러한 변화는 의료 사회학으로 분석된다. 그는 과학적 방법 (실증주의)과 같은 특정 이론을 모든 지식의 기초로 보는 경향과 반대로 모든 지식을 일부 활동과 관련된 것으로 보는 경향이 의료 사회학 분야를 손상시킬 위험이 있다고 주장한다.

## 이론들

### 병자 역할 이론
Talcott Parsons는 그의 저서 The Social System에서 병자 역할 이론의 개념을 소개했다.
Parsons는 병자 역할은 지원이 필요하기 때문에 개인이 특정 행동을 보이는 것으로 간주되는 사회적 규범 및 제도적 행동에 의해 승인되고 시행되는 사회적 역할이라고 주장했다.
Parsons는 속성을 정의하는 것은 아픈 사람이 정상적인 사회적 역할에서 면제되고, 자신의 상태에 대해 '책임이 없다'고, 건강을 유지하기 위해 노력해야하며, 그들을 도울 기술적으로 유능한 사람을 찾아야한다고 주장한다.
병자 역할 이론의 개념은 신마르크스주의, 현상학적, 사회적 상호작용주의 관점에서 사회학자들과 반체제적 관점을 가진 사람들에 의해 비판되었다. Burnham은 이 비판의 일부가 보수주의와의 연관성이 있다고 주장했다. 병자 역할 이론은 1990년대에 호의적이지 않았다.

### 낙인 이론
마리화나의 사용을 사회학적 관점에서 본 Howard S. Becker의 연구에서 낙인 이론이 파생되었다. 그는 규범과 비정상적인 행동이 부분적으로 다른 사람들이 적용한 정의의 결과라고 주장했다. Eliot Freidson은 이러한 개념을 질병의 관점에 적용했다.
낙인 이론은 질병으로 인한 개인 행동의 측면과 라벨 적용으로 인해 발생하는 측면을 분리한다. Freidson은 합법성과이 합법성이 개인의 책임에 영향을 미치는 정도를 기준으로 레이블을 구별했다.
낙인 이론은 어떤 행동이 비정상으로 분류되고 사람들이 왜 비정상으로 분류된 행동에 참여하는지 설명하지 않는다는 이유로 비판을 받아왔다. 낙인 이론은 비정상적인 행동에 대한 완전한 이론이 아니다.

## 의사와 환자의 관계
의사와 환자 관계는 의료 제공자와 그들과 상호 작용하는 사람들 사이의 사회적 상호 작용으로 인해 의료 사회학에서 연구된다. 환자와 의사 간의 상호작용에 대한 다양한 모델이 있으며, 이는 서로 다른 시대에 더 많이 또는 더 적게 퍼져있을 수도 있다. 그러한 모델 중 하나는 어떤 부분에 대해 환자 소비주의에 자리를 내어준 의료 소비주의다.

### 의료 부권주의
의료 부권주의는 의사가 환자에게 가장 좋은 것을 원하고 환자가 자신의 결정을 내릴 능력이 없기 때문에 환자를 대신하여 결정을 내려야한다는 관점이다. Parsons는 의사와 환자의 관계에서 지식과 권력의 비대칭성이 있었지만, 의료 시스템은 의사가 의료 시스템에 의한 가부장적 역할을 수행함으로써 환자를 보호하기에 충분한 장치를 제공한다고 주장했다.
제 2차 세계 대전 이후 1960년대 중반까지 의료 부권주의 시스템이 두드러졌다. 1970년대에 Freidson은 의학을 "전문적 우위"를 가지고 그 작업을 결정하고 그로 인해 발생하는 문제의 개념화와 최상의 해결책을 제공한다고 언급했다.
Yeyoung Oh Nelson은 보험 회사, 관리자, 제약 업계가 의료 서비스를 개념화하고 제공하는 역할을 위해 경쟁을 시작한 이후 수십 년간 미국에서 이러한 가부장주의 시스템이 부분적으로 약화되었다고 주장한다.

## 같이 보기
- 의료화
- 건강과 질병의 사회학
- 스트로크 벨트

## 참고 문헌
Reid, Margaret (1976), “The Development of Medical Sociology in Britain”, 《Discussion Papers in Social Research No 13》 (University of Glasgow), 2011년 9월 30일에 원본 문서에서 보존된 문서, 2011년 3월 11일에 확인함
1. 1 2 3 4 5  Bloom, Samuel William; Bloom, Samuel W. (2002). The Word as Scalpel: A History of Medical Sociology. Oxford University Press. ISBN 978-0-19-507232-7.
2. 1 2 3  Cockerham, William C. (2021년 3월 22일). 《The Wiley Blackwell Companion to Medical Sociology》 (영어). John Wiley & Sons. ISBN 978-1-119-63375-4.
3. ↑  Cockerham, William C. (2017-04-21). Medical Sociology. Taylor & Francis. ISBN 978-1-317-21171-6.
4. 1 2 3 4  Cockerham, William C. (2017-04-21). Medical Sociology. Taylor & Francis. ISBN 978-1-317-21171-6.
5. 1 2 3  Burnham, John C. (2014-02-01). "Why sociologists abandoned the sick role concept". History of the Human Sciences. 27 (1): 70–87. doi:10.1177/0952695113507572. ISSN 0952-6951.
6. 1 2 3  Cockerham, William C. (2021-03-22). The Wiley Blackwell Companion to Medical Sociology. John Wiley & Sons. ISBN 978-1-119-63375-4.

## 더 읽어볼 것
Bird, Chloe E.; Conrad, Peter; Fremont, Allen M. (2000). 《Handbook of Medical Sociology》 5판. Upper Saddle River, NJ: Prentice Hall. ISBN 978-0-13-014456-0. OCLC 42862076.
Bloom, Samuel William (2002). 《The Word as Scalpel: A History of Medical Sociology》. New York, NY: Oxford University Press. ISBN 978-0-19-507232-7. OCLC 47056386.
Brown, Phil (2008). 《Perspectives in Medical Sociology》 4판. Long Grove, IL: Waveland Press. ISBN 978-1-57766-518-2. OCLC 173976504.
Cockerham, William C. (2001). 《The Blackwell Companion to Medical Sociology》. Oxford, UK; Malden, MA: Blackwell. ISBN 978-0-631-21703-9. OCLC 44039611.
Cockerham, William C.; Ritchey, Ferris Joseph (1997). 《Dictionary of Medical Sociology》. Westport, CT: Greenwood Press. ISBN 978-0-313-29269-9. OCLC 35637576.
Conrad, Peter (2007). 《The Medicalization of Society: On the Transformation of Human Conditions into Treatable Disorders》. Baltimore, MD: Johns Hopkins University Press. ISBN 978-0-8018-8584-6. OCLC 72774268.
Helman, Cecil (2007). 《Culture, Health, and Illness》 5판. London, England: Hodder Arnold. ISBN 978-0-340-91450-2. OCLC 74966843.
Law, Jacky (2006). 《Big Pharma: Exposing the Global Healthcare Agenda》. New York, NY: Carroll and Graf. ISBN 978-0-7867-1783-5. OCLC 64590433.
Levy, Judith A.; Pescosolido, Bernice A. (2002). 《Social Networks and Health》 1판. Amsterdam, The Netherlands; Boston, MA: JAI. ISBN 978-0-7623-0881-1. OCLC 50494394.
Mechanic, David (1994). 《Inescapable Decisions: The Imperatives of Health Reform》. New Brunswick, NJ: Transaction Publishers. ISBN 978-1-56000-121-8. OCLC 28029448.
Rogers, Anne; Pilgrim, David (2005). 《A Sociology of Mental Health and Illness》 3판. Maidenhead, England: Open University Press. ISBN 978-0-335-21584-3. OCLC 60320098.
Scambler, Graham; Higgs, Paul (1998). 《Modernity, Medicine, and Health: Medical Sociology Towards 2000》. London and New York: Routledge. ISBN 978-0-415-14938-9. OCLC 37573644.
Turner, Bryan M. (2004). 《The New Medical Sociology: Social Forms of Health and Illness》. New York, NY: W.W. Norton. ISBN 978-0-393-97505-5. OCLC 54692993.